# Anstalten Helsingborg
Anstalten Helsingborg var en behandlingsanstalt, och senare ett häkte, som låg i området Berga i Helsingborg. Den byggdes 1979 och kallades vanligtvis "Bergaanstalten". 
De intagna var män med problem med missbruk av alkohol och narkotika och anstalten var en av Kriminalvårdens behandlingsanstalter. Behandlingen gick ut på att utreda den intagnes vårdbehov och motivation till drogfrihet för att sedan genomföra ett eventuellt missbruksprogram. Anstalten bestod av 44 slutna behandlingsplatser tillsammans med 6 öppna platser lokaliserade i en friliggande utslusspaviljong. Utslusspaviljongen hade som funktion att ge stöd åt de intagna som snart skall frigivas. 1979-1988 hade anstalten både manliga och kvinnliga intagna.
Hösten 2015 beslutades det att anstalten skulle bli boende för asylsökande. Tidigare intagna flyttades till andra häkten, vilket vid tiden för beslutet var vad anstalten fungerade som.
I juni 2017 beslutade kriminalvården att åter ta lokalerna i bruk, och från 1 januari 2018 kommer den tidigare anstalten användas som häkte. Det planerade antalet platser är 44.